# Den tredje mand
Den Tredje Mand (org. The Third Man) er en engelsk sort-hvid thriller fra 1949 med Joseph Cotten og Orson Welles. Filmen er instrueret af Carol Reed og handlingen udspilles i Wien, hovedstaden i Østrig i tiden hvor landet og byen er splittet op i fire zoner efter 2. verdenskrig. Sortbørshandel var udbredt på den tid. Filmen har vundet flere priser, bl.a. Den Gyldne Palme ved filmfestivalen i Cannes.

## Handling
Forfatteren Holly Martins kommer til Wien for at besøge sin nære ven Harry. Da han ankommer erfarer han dog at denne lige er død. Han fornemmer hurtigt noget skummelt ved hele sagen og begynder at efterforske den. Det viser sig, at vennen Harry slet ikke er død, men blot har iscenesat sin død for at komme ud af problemer med handel med ulovlig medicin. Den sidste jagt på Harry foregår i Wiens kloaker, hvor Harry til sidst dør.
 Det antages almindeligvis at Kim Philby var personen, der dannede grundlag for filmen, men det er tvivlsomt.

## Sprog
Handlingen foregår delvis på tysk og delvist på engelsk. I handlingen er en del sprogbarrierer, da hovedpersonen Holly Martins ikke taler tysk, og flere af de implicerede wienere ikke taler engelsk. Forvirringen er total, da en lille dreng pludselig udpeger Hr. Martins til morder, uden at han selv forstår, hvad der sker.

## Musik
Filmen blev særligt berømt for citar-musikken komponeret og spillet af Anton Karas, især det centrale hovedtema associeret med Orson Welles' karakter Harry Lime, som sædvanligvis kaldes "Harry Lime-temaet" eller blot "temaet fra Den Tredje Mand". Musikken blev senere udgivet på en LP, som blev meget populær.